# Партия на полумесеца (Турция)
Партията на полумесеца (на турски: Ayyıldız Partisi, AYP) е кемалистка и националистическа политическа партия в Турция. Тя е основана на 3 септември 2003 г. Името на партията идва от националните символи на страната, полумесец и звезда, каквото е знамето на Турция. Председател на партията е Серап Гюлхан.